# Bryan Namoff
Bryan Namoff (Carson City, Nevada, Estados Unidos, 28 de mayo de 1979) es un exfutbolista estadounidense. Su último club jugó con el D.C. United como defensor.

## Trayectoria
Empezó desde joven en la Universidad de Bradley de 1997 a 2000. En 2000 jugó por el equipo de Rockford Raptors y llegó al D.C. United en 2001 tras ser seleccionado en la 15.ª posición en el SuperDraft de la MLS en ese año. Estuvo en calidad de préstamo por el  Richmond Kickers en 2002 y 2003. En julio de 2010 deja el fútbol. También ha sido internacional con la selección de su país y solamente jugó un partido en 2007 ante Dinamarca.

## Clubes
| Club             | País           | Año                |
| ---------------- | -------------- | ------------------ |
| Rockford Raptors | Estados Unidos | 2000               |
| D.C. United      | Estados Unidos | 2001-2010          |
| Richmond Kickers | Estados Unidos | 2002-2003 (cedido) |